# Liste des maires de Brest
Pour un article plus général, voir Brest.

## Liste des maires
| Numéro de mandature | Début de mandat | Fin de mandat | Identité                                             | Qualité                                                                                    |
| ------------------- | --------------- | ------------- | ---------------------------------------------------- | ------------------------------------------------------------------------------------------ |
| 107                 | 24/03/2001      | en cours      | François Cuillandre (Réélu pour le mandat 2020-2026) | Maire issu du Parti socialiste, professeur de droit à l'Université de Bretagne-Occidentale |
| 106                 | 24/03/1989      | 24/03/2001    | Pierre Maille                                        | Maire issu du Parti socialiste, président du Conseil général du Finistère                  |
| 105                 | 15/07/1985      | 24/03/1989    | Georges Kerbrat                                      | Maires issus du Rassemblement pour la République                                           |
| 104                 | 06/03/1983      | 10/07/1985    | Jacques Berthelot                                    | Maires issus du Rassemblement pour la République                                           |
| 103                 | 30/07/1982      | 06/03/1983    | Pierre Maille                                        | Maire issu du Parti socialiste                                                             |
| 102                 | 21/03/1977      | 23/06/1982    | Francis Le Blé                                       | Maire issu du Parti socialiste                                                             |
| 101                 | 29/10/1973      | 21/03/1977    | Eugène Berest                                        | Maire issu des républicains indépendants, professeur de Lettres                            |
| 100                 | 23/03/1959      | 29/10/1973    | Georges Lombard                                      | Maire issu du Centre national des indépendants et paysans                                  |
| 99                  | 14/12/1958      | 23/03/1959    | Auguste Kervern                                      | Maire issu du Mouvement républicain populaire                                              |
| 98                  | 22/05/1954      | 02/12/1958    | Yves Jaouen                                          | Maire issu du Mouvement républicain populaire                                              |
| 97                  | 17/03/1954      | 22/05/1954    | Lucien Chaix                                         | Président de la Délégation spéciale                                                        |
| 96                  | 09/05/1953      | 15/02/1954    | Yves Jaouen                                          | Maire issu du Mouvement républicain populaire                                              |
| 95                  | 26/10/1947      | 09/05/1953    | Alfred Pierre Marie Chupin                           | Maire issu du Rassemblement du peuple français                                             |
| 94                  | 18/05/1945      | 26/10/1947    | Jules Lullien                                        | Maire issu du Mouvement radical                                                            |
| 93                  | 18/09/1944      | 18/05/1945    | Jules Lullien                                        | Président de la Délégation spéciale                                                        |
| 92                  | 18/09/1944      | 18/05/1945    | Alexandre Masseron                                   | Maire                                                                                      |
| 91                  | 01/02/1942      | 09/09/1944    | Victor Eusen                                         | Président de la Délégation spéciale                                                        |
| 90                  | 05/05/1929      | 31/12/1941    | Victor Le Gorgeu                                     | Sénateur-maire, conseiller général, médecin                                                |
| 89                  | 20/02/1921      | 05/05/1929    | Léon Nardon                                          | Maire                                                                                      |
| 88                  | 06/04/1920      | 13/02/1921    | Hippolyte Masson                                     | Maire                                                                                      |
| 87                  | 10/12/1919      | 16/02/1920    | Louis Léon Nardon                                    | Comptable des Finances                                                                     |
| 86                  | 05/05/1912      | 10/12/1919    | Hippolyte Masson.                                    | Commis des Postes et Télégraphes, conseiller général, député, sénateur                     |
| 85                  | 10/05/1908      | 05/05/1912    | Louis Arthur Delobeau                                | avoué, conseiller général, sénateur                                                        |
| 84                  | 08/05/1904      | 10/05/1908    | Victor Marie Aubert                                  | connu sous le nom de « Père Aubert », horloger                                             |
| 83                  | 13/05/1900      | 08/05/1904    | Charles Berger                                       | docteur puis fabricant de bières                                                           |
| 82                  | 17/05/1884      | 13/05/1900    | Louis Arthur Delobeau                                | avoué, conseiller général, sénateur                                                        |
| 81                  | 12/02/1881      | 02/01/1884    | Jean-Baptiste Bellamy                                | notaire, conseiller général                                                                |
| 80                  | 15/05/1871      | 12/02/1881    | Auguste Salaün-Penquer                               | docteur en médecine                                                                        |
| 79                  | 19/08/1870      | 15/05/1871    | Alexandre Lemonnier                                  | directeur du Comptoir du Finistère                                                         |
| 78                  | 17/08/1865      | 19/08/1870    | Joseph Marie de Kerros                               | négociant                                                                                  |
| 77                  | 22/11/1848      | 17/08/1865    | Hyacinthe Martin Bizet                               | propriétaire                                                                               |
| 76                  | 25/11/1847      | 22/11/1848    | Pierre Marie François Le Grandais                    |                                                                                            |
| 75                  | 02/07/1839      | 02/11/1847    | François-Victor Lettré                               | capitaine de vaisseau en retraite                                                          |
| 74                  | 15/05/1839      | 02/07/1839    | Pierre-Augustin de Bourgues                          | médecin, maire intérimaire                                                                 |
| 73                  | 06/05/1835      | 14/05/1839    | Charles Fleury                                       | pharmacien de marine en retraite                                                           |
| 72                  | 11/04/1833      | 06/05/1835    | Jean-Marie de Rochemont                              | médecin                                                                                    |
| 71                  | 16/03/1832      | 11/04/1833    | Charles Fleury                                       | pharmacien de marine en retraite                                                           |
| 70                  | 10/09/1830      | 16/03/1832    | Joseph Marie de Kerros                               | négociant                                                                                  |
| 69                  | 07/1830         | 10/09/1830    | Pierre-Augustin de Bourgues                          | médecin, maire intérimaire                                                                 |
| 68                  | 16/02/1826      | 07/1830       | Baron Jean-Hilaire Barchou de Penhoën                | sous-intendant militaire                                                                   |
| 67                  | 1823            | 1826          | Bon-Pierre-Gabriel Le Chevalier de La Martre         | entreposeur des tabacs                                                                     |
| 66                  | 1823            | 1823          | Jean-Paul Collet                                     | chirurgien en retraite                                                                     |
| 65                  | 1821            | 1823          | Joseph Marie de Kerros                               | négociant                                                                                  |
| 64                  | 1820            | 1821          | Victor Charles Alexandre Ymbert                      | négociant                                                                                  |
| 63                  | 1816            | 1819          | Jean-François Henry                                  | sous-commissaire de la Marine                                                              |
| 62                  | 1808            | 1816          | Charles François Le Gros                             |                                                                                            |
| 61                  | 1802            | 1808          | Jean-Baptiste Tourot aîné                            | négociant                                                                                  |
| 60                  | 1800            | 1802          | Jean Maurice Pouliquen                               | négociant                                                                                  |
| 59                  | 24/03/1799      | 08/1800       | Jean-Baptiste Tourot aîné                            | négociant                                                                                  |
| 58                  | 26/03/1797      | 24/03/1799    | Joseph-Augustin Richard-Duplessis fils               | négociant                                                                                  |
| 57                  | 24/11/1795      | 26/03/1797    | Pierre Charles Louis Gillart père                    | avocat                                                                                     |
| 56                  | 18/04/1795      | 24/11/1795    | Romain-Nicolas Malassis                              | libraire-imprimeur                                                                         |
| 55                  | 21/11/1793      | 18/04/1795    | Jérôme Marie Berthomme                               | négociant                                                                                  |
| 54                  | 15/01/1793      | 21/11/1793    | Romain-Nicolas Malassis                              | libraire-imprimeur                                                                         |
| 53                  | 29/11/1791      | 15/11/1793    | Jérôme Marie Berthomme                               | négociant                                                                                  |
| 52                  | 21/03/1790      | 29/11/1791    | Charles François Malmanche                           | maître chirurgien juré                                                                     |
| 51                  | 10/06/1789      | 21/03/1790    | Louis Branda                                         | négociant                                                                                  |
| 50                  | 1787            | 10/06/1789    | François Le Guen                                     | négociant                                                                                  |
| 49                  | 1783            | 1787          | François Raby                                        | marchand de draps                                                                          |
| 48                  | 1780            | 1783          | Jean-Jacques Le Normand                              |                                                                                            |
| 47                  | 1777            | 1780          | Louis Le Guen                                        | sieur de Neugel, négociant                                                                 |
| 46                  | 1771            | 1777          | Jean-Jacques Le Normand                              | négociant                                                                                  |
| 45                  | 1769            | 1771          | Jean Lunven                                          | sieur de Kerbizodec                                                                        |
| 44                  | 1766            | 1768          | Antoine Raby                                         |                                                                                            |
| 43                  | 1763            | 1766          | Charles-Marie Febvrier                               | marchand de vins en gros                                                                   |
| 42                  | 1760            | 1762          | Jean-Pierre Lunven                                   | sieur de Kerbizodec, négociant                                                             |
| 41                  | 1757            | 1759          | Alain Martret                                        | sieur de Préville, notaire                                                                 |
| 40                  | 1754            | 1756          | Louis Debon                                          | négociant                                                                                  |
| 39                  | 1751            | 1753          | Guillaume Labbé                                      | notaire                                                                                    |
| 38                  | 1748            | 1750          | Pierre Betbédat                                      | négociant en vins                                                                          |
| 37                  | 1747            | 1747          | Vincent Jourdain                                     |                                                                                            |
| 36                  | 1744            | 1747          | Antoine Raby                                         | maire par intérim                                                                          |
| 35                  | 1738            | 1747          | Vincent Labbé                                        | notaire royal / procureur                                                                  |
| 34                  | 1735            | 1737          | Jacques Symon                                        | négociant                                                                                  |
| 33                  | 1733            | 1735          | Nicolas Marion                                       | sieur de Penanrun                                                                          |
| 32                  | 1727            | 1732          | Jacques Symon                                        | négociant                                                                                  |
| 31                  | 1724            | 1726          | Nicolas Marion                                       | sieur de Penanrun                                                                          |
| 30                  | 1718            | 1723          | Jacques Le Dall                                      | sieur de Kerliézec                                                                         |
| 29                  | 1694            | 1717          | Jacques Lars                                         | sieur de Poulrinou, maire perpétuel                                                        |
| 28                  | 1691            | 1693          | Yves Le Gac                                          | sieur de l'Armorique                                                                       |
| 27                  | 1688            | 1690          | Thomas Le Mayer                                      | sieur de la Villeneuve                                                                     |
| 26                  | 1685            | 1687          | Isaac Monod                                          | sieur du Chesne                                                                            |
| 25                  | 1682            | 1684          | François Le Stobec                                   | sieur du Plessix                                                                           |
| 24                  | 1679            | 1681          | Pierre Sigurel                                       | sieur de Saint-Léger                                                                       |
| 23                  | 1676            | 1678          | Isaac Monod                                          | sieur du Chesne                                                                            |
| 22                  | 1673            | 1675          | Jean Le Mayer                                        | sieur de Kerigonan                                                                         |
| 21                  | 1670            | 1672          | René de Launay                                       | sieur dudit lieu                                                                           |
| 20                  | 1667            | 1669          | François Le Stobec                                   | sieur du Plessix                                                                           |
| 19                  | 1664            | 1666          | Jean Le Mayer                                        | sieur du Bot                                                                               |
| 18                  | 1661            | 1663          | Gaspard d'Agar                                       | sieur de la Coste                                                                          |
| 17                  | 1658            | 1660          | Baltazar Berté                                       | sieur de Mesgouez                                                                          |
| 16                  | 1655            | 1657          | Michel de Roupicquet                                 | sieur du Pin                                                                               |
| 15                  | 1652            | 1654          | Lucas Le Stobec                                      | sieur de Kerhamon                                                                          |
| 14                  | 1649            | 1651          | Gabriel Le Bescond                                   | sieur de Kerprigent                                                                        |
| 13                  | 1646            | 1648          | François Turin                                       | sieur du Gouelmeur                                                                         |
| 12                  | 1646            | 1646          | François Kerdeniel                                   | sieur de Poulquijeau                                                                       |
| 11                  | 1643            | 1645          | Jean Le Roy                                          | sieur de Keranvoy                                                                          |
| 10                  | 1640            | 1642          | Jean Le Chaussec                                     | sieur de Kerguillerm                                                                       |
| 9                   | 1637            | 1639          | François Turin                                       | sieur du Gouelmeur                                                                         |
| 8                   | 1634            | 1636          | Jacques Le Stobec                                    | sieur de Kerivin                                                                           |
| 7                   | 1631            | 1633          | François Le Stobec                                   |                                                                                            |
| 6                   | 1628            | 1630          | Jean Hayet                                           | sieur du Fayet                                                                             |
| 5                   | 1625            | 1627          | Maurice Noblet                                       |                                                                                            |
| 4                   | 1622            | 1624          | Jean Le Chaussec                                     | sieur de Kerguillerm                                                                       |
| 3                   | 1619            | 1621          | Robert Kerhoantenan                                  | sieur de Toulbroch                                                                         |
| 2                   | 1618            | 1618          | Bertrand Taillart                                    |                                                                                            |
| 1                   | 1608            | 1609          | François Le Bescond                                  | sieur de Keranmean                                                                         |

## Compléments